# Cabecita negra
Cabecita negra es un término utilizado en la Argentina para denominar, despectivamente, a un sector de la población asociado a personas de piel oscura y rasgos indígenas pertenecientes a la clase trabajadora. En general era utilizado a mediados del siglo XX por las clases media y alta de la Región Metropolitana de Buenos Aires y en menor medida por los mismos sectores sociales de otros núcleos urbanos importantes de la región pampeana como Rosario o La Plata.
El término se inserta en una serie compleja de relaciones conflictivas entre los porteños y bonaerenses de la Región Metropolitana de Buenos Aires con los provincianos del norte, los inmigrantes europeos con los migrantes internos provenientes de las zonas rurales del norte del país o de los países limítrofes, las clases alta y media con la clase baja, y los antiperonistas con los peronistas.[cita requerida]

## Origen

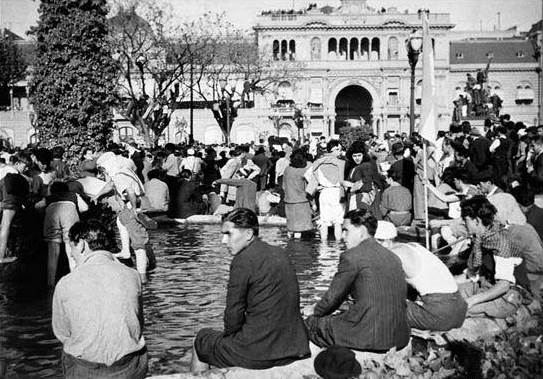
Manifestación en Plaza de Mayo el 17 de octubre de 1945 en apoyo a Perón.

El término tiene su origen en la ciudad de Buenos Aires en la década de 1940, cuando se inició una gran migración interna, principalmente desde zonas rurales de las provincias del norte, hacia la ciudad de Buenos Aires y otros grandes centros urbanos, con el fin de trabajar como obreros en las nuevas fábricas que se creaban como resultado de un amplio proceso de industrialización. Fue utilizado para denominar a esos migrantes con un sentido fuertemente peyorativo.
La expresión fue tomada de la denominación popular de varias subespecies de una ave característica de América del Sur, la Carduelis magellanica.

## Naturaleza racista
El término está asociado a las características físicas de muchos de los migrantes internos provenientes mayormente del norte de Argentina, donde existe una mayor proporción de habitantes descendientes de indígenas a la vez que una menor proporción de descendientes de europeos (ver: inmigración en Argentina), por lo cual es más frecuente que el color de cabello y piel de la población sean más oscuros que en el resto del país, especialmente en la región pampeana.
Es habitual que la expresión cabecita negra sea utilizada en combinación con negro, negro cabeza y negrada, siempre con una significación sumamente despectiva.
En línea general, las clases bajas del país son consideradas "cabecitas negras".

## Naturaleza clasista
El término cabecita negra tiene un inocultable componente de clase: está dirigido a un tipo definido de trabajador que compuso el grueso de la nueva clase obrera industrial que se desarrolló a partir de 1935 y se expandió velozmente a partir de 1939. Esta nueva clase obrera se instaló en los márgenes de la ciudad de Buenos Aires y otras ciudades en menor medida, modificando completamente su composición social.
Susana Rosano, investigadora de la Universidad de Pittsburgh, destaca esa situación del siguiente modo:

Esta sensación agobiante de que la gente de los suburbios, del campo y del interior del país habían invadido Buenos Aires fue compartida por sectores pertenecientes a las clases medias y altas porteñas, pero también por los intelectuales de izquierda que en aquel entonces se solidarizaron con el espanto de la “gente bien” de Buenos Aires y su intento por preservar su carácter de ciudad culta y aristocrática, sus jerarquías espaciales y su propiedad territorial.

En sentido similar afirmaba el escritor argentino Pedro Orgambide en un artículo de 1967 titulado El racismo en Argentina:

El desprecio por el cabecita negra, su rechazo por parte de la pequeña burguesía liberal y democrática, muestra hasta qué extremos el prejuicio impregna nuestras racionalizaciones... Ser diferente, ser gente, ser bien, significa no tener nada en común con ese intruso, que nos recuerda un origen humilde, de trabajo, de pequeñas humillaciones cotidianas. En esta fantasía, el pequeño burgués transfiere sus propias carencias al cabecita negra: el otro es el indolente, el ignorante, el poca cosa, el advenedizo.

## El cuento «Cabecita negra» de Germán Rozenmacher
En 1961 el escritor argentino Germán Rozenmacher (1936-1971) escribió un cuento titulado precisamente "Cabecita negra". El protagonista del cuento es el Señor Lanari, un comerciante de Buenos Aires que posee una ferretería, hijo de inmigrantes. El Señor Lanari sufre de insomnio y decide salir a la calle a las tres de la mañana...

Y allí la vio. Nada más que una cabecita negra sentada en el umbral del hotel que tenía el letrero luminoso "Para Damas" en la puerta, despatarrada y borracha, casi una niña, con las manos caídas sobre la falda, vencida y sola y perdida,...

Inmediatamente después un policía se acerca y pretende detener al Señor Lanari por alterar el orden en la vía pública. 

El señor Lanari, perplejo, asustado, le sonrió con un gesto de complicidad al vigilante.   Mire estos negros, agente, se pasan la vida en curda y después se embroman y hacen barullo y no dejan dormir a la gente. Entonces se dio cuenta de que el vigilante también era bastante morochito pero ya era tarde.

A partir de ese momento el Señor Lanari se sentirá invadido por los dos cabecitas negras, y el cuento relatará su experiencia como si se tratara de una pesadilla en la noche. En este punto existe una referencia directa al cuento Casa tomada de Julio Cortázar en el que se dice que los cabecitas negras invaden la casa del señor Lanari.
Rozenmacher fue un escritor cuya obra está muy marcada por los fenómenos de discriminación y la interacción de grupos con distintos orígenes nacionales y sociales en la Argentina de los años '50 y '60.

## Cabeza / Negro Cabeza
Derivado de "cabecita negra", más recientemente ha aparecido el término "cabeza", que se utiliza con sentido despectivo. El término cabeza es utilizado principalmente por algunos sectores sociales para referirse a un tipo de persona al que se considera con poco gusto, mal vestido, desagradable, carente de inteligencia y que no está dentro de la estética considerada correcta. También utilizándose en la expresión "negro cabeza" o "negro".
Por otro lado es usada de forma despreciativa para referirse a alguien de baja capacidad intelectual cognitiva o de observación. Otra acepción que ha tomado esta palabra últimamente en la juventud es, derivando de la frase es el referirse a algo hecho con poca calidad. Muchas veces se utiliza en cuestiones artísticas o estilos musicales (rock cabeza).